# Pterolophia nousopae
Pterolophia nousopae là một loài bọ cánh cứng trong họ Cerambycidae.